# 北条氏宗
北条 氏宗（ほうじょう うじむね）は、河内狭山藩の第3代藩主。

## 経歴
江戸生まれであり、寛永2年（1625年）11月、父・氏信の死去により家督を継ぐ。同月、3代将軍・徳川家光に御目見する。寛永13年（1636年）5月12日、初めてお国入りの許可を得る。同年、江戸麹町堀の普請を務めた。寛文元年（1661年）11月27日、下野足利郡内の領地3000石を収公されて、常陸国筑波郡内に替地を与えられた。
生来から病弱だったらしく、無位無官だったという。また、生まれた子はいずれも娘であったため、従弟の氏治を婿養子として迎えた。しかも病弱だったにもかかわらず大酒飲みだったため、氏宗は、飲酒により病を得て江戸城に登城が出来なかった。また、酒が原因で重病に倒れ、寛文10年（1670年）10月1日に隠居して氏治に家督を譲った。貞享2年（1685年）5月18日、67歳で死去した。法号は普応院。